# César Geoffray
 (octobre 2021).
Si vous disposez d'ouvrages ou d'articles de référence ou si vous connaissez des sites web de qualité traitant du thème abordé ici, merci de compléter l'article en donnant les références utiles à sa vérifiabilité et en les liant à la section « Notes et références ».
Pour les articles homonymes, voir Geoffray.
César Geoffray, né le 20 février 1901 à Lyon et mort le 24 décembre 1972 à Soucieu-en-Jarrest est un musicien, chef de chœur et compositeur français.
Fondateur du mouvement À Cœur Joie, il est un des initiateurs du renouveau du chant choral en France dans la deuxième moitié du XXe siècle.

## Biographie
Né à Lyon en 1901, César Geoffray vécut son enfance au Maroc, son père ayant ouvert un commerce à Casablanca. Sa mère l'initia au piano, puis lui fit apprendre le violon, dont il jouait passablement à dix ans. 
En 1914, César Geoffray entra au Conservatoire de Lyon, où il fut l'élève d'Augustin Savard puis de Florent Schmitt. Dans la classe de ce dernier, César Geoffray obtint les premiers prix d'harmonie et de contrepoint (1922-1923).

### Métier
Le 5 août 1924, César Geoffray épouse Marie Prudhon, 1er prix de piano du Conservatoire de Lyon, devenue « Mido » au fil des années.
De 1924 à 1930, César et sa jeune femme pratiquent le rude métier de musicien.
Ils se produisent en salle de concert, Mido comme pianiste, lui comme alto ou violon.
De plus, selon la demande à Lyon, César joue du violon, donne des cours à un groupe d'élèves, assure la double fonction de répétiteur et de second chef d'orchestre au Casino de Lyon, ou bien compose des musiques légères sous un pseudonyme, pour les revues du Casino.

### Rencontres
1920 a vu la fondation à Lyon d’une chorale « les Fêtes du peuple », filiale de la chorale de Paris. En 1927, la chorale lyonnaise donne un premier concert, avec une causerie inaugurale d'Albert Gleizes, peintre et philosophe, venu de Paris. Ce sera le point de départ d’une influence décisive.
Les Geoffray  mènent de front de multiples activités musicales jusqu'au jour où, en 1928, Albert Gleizes leur écrit: « je viens d'ouvrir une maison pour les artistes qui comme vous [...] Ies villages ne chantent plus, c'est vous qu'on attend pour animer musicalement la région ».
Au début de 1929, le Casino de Lyon est vendu à Pathé-Nathan, laissant les Geoffray sans engagement.
Sur l'invitation d'Albert Gleizes, les années 1930-1941 seront marqués par le séjour des Geoffray dans la résidence d'artistes Moly-Sabata, aménagée au bord du Rhône, dans une ancienne maison de mariniers à 50 km au sud de Lyon. La vie y est simple et fraternelle, idéaliste et tournée vers l'avenir. César y animera des chorales et spectacles populaires, avec l'aide des autres artistes de Moly-Sabata.
En 1936, César prend la sous-direction des "Chanteurs de Lyon". De fait, les Geoffray reprenant charges et obligations à Lyon, leur vie de famille avec leurs enfants Gilka et Luc réduit leur vie de groupe aux fins de semaine. Sur le conseil de Gleizes, les Geoffray quitteront Moly-Sabata en mai 1942 pour s'installer avec leurs enfants dans une ancienne ferme à Soucieu-en-Jarrest.
En 1938-1940, César Geoffray assure l'intérim à la classe d'harmonie au Conservatoire de Lyon, puis à partir de 1941 il y est professeur d'harmonie. S'il affirme de plus en plus sa technique, il est loin de n'être qu'un technicien. C'est un créateur, qui mettra tous ses talents au service de la jeunesse. 

### L'essor
En septembre 1940, on vient lui demander de faire un peu de musique, avant et après une causerie sur le scoutisme, avec une quarantaine de filles et de garçons. La bonne exécution de quelques chants simples et beaux donne à cette chorale improvisée l'envie de poursuivre.
Devenu Maître national de chant des scouts de France de 1942 à 1955, César Geoffray ne cessera d'élargir, par ses publications, le répertoire des mouvements de jeunes désireux de chanter. Il va d'ailleurs diriger la grande chorale des Scouts de France lors de leur pèlerinage au Puy-en-Velay le 15 aout 1942, organisé par le Père Paul Doncoeur. 
De cette implication dans le Scoutisme, naîtra en 1947 le mouvement choral populaire À Cœur Joie, dont il sera président-fondateur. Ce mouvement international comptera en 1965 plus de 450 chorales  réparties sur les pays francophones (France, Belgique, Canada, Liban, Afrique du Nord). À partir de 1953, À Cœur Joie organisera tous les 3 ans les Choralies de Vaison-la-Romaine.  
Comme il l'affirme dans la préface d'un de ses recueils, le but de César Geoffray est double : pédagogique et social.
Il veut d'abord donner à la jeunesse l'amour et le souci du « beau chant », par une méthode claire et précise, par une série de publications chorales allant des harmonisations consonantes et faciles jusqu'aux réalisations hardies de la musique contemporaine. À ce souci pédagogique s'ajoute une préoccupation sociale sincère : César Geoffray est persuadé qu'en puisant à la source fraîche de l'inspiration populaire, il rendra à son peuple l'unité et la joie de vivre.
En 1960, il participe avec Gottfried Wolters (de) à la création de la Fédération Européenne des Jeunes Chorales Europa Cantat. Ce mouvement apparut en même temps que les premières formes de l'Union Européenne. Il donna rapidement lieu à d'importantes activités chorales et à de nombreux rassemblements musicaux à travers l'Europe. Ces activités se sont perpétuées jusqu'à aujourd'hui.
Le gouvernement français a tenu alors à lui manifester sa reconnaissance en le nommant instructeur spécialisé du ministère de l'Éducation nationale.
Mort en décembre 1972, César Geoffray repose à Soucieu-en-Jarrest près de Lyon (France).

## Publications
Outre les pièces pour piano, orgue, de la musique de scène, des cantates et d'autres œuvres importantes, signalons ses dix cahiers : A Cœur Joie, Les Petites Heures de la Route, Au Clair de la France, et sa collaboration à La Guirlande, Midi sur la Route, etc.
Il publie un article sur la "Polytonalité" dans la revue Manomètre, éditée à Lyon par Emile Malespine.

## Sources
- Tiouli, anthologie de Chants par P. Ernst et R. Hanquet.
- Article « Albert Gleizes » du site Art-et-Histoire.com.